# معهد الفنون اللفظية

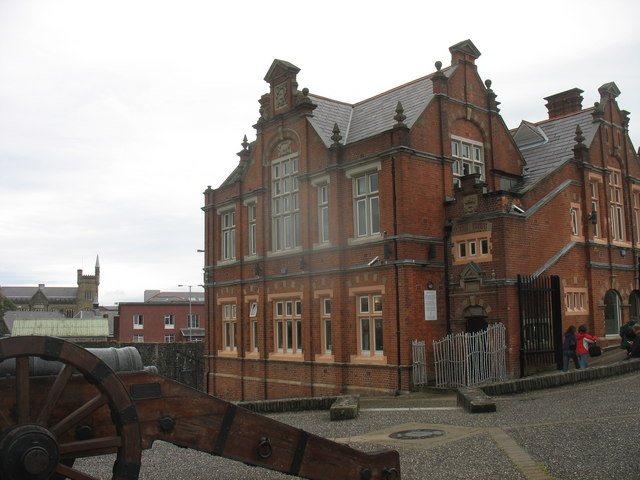
صورة للمعهد

يقع مركز الفنون اللفظية في مدينة ديري، أيرلندا الشمالية، وهو مركز لتنمية الفنون اللفظية ومحو الامية؛ والذي يعني القدرة على القراءة والكتابة والتواصل والفهم. تم انشاؤها على أنها مؤسسة خيرية في عام 1992. في عام 2000، انتقلت إلى مدرسة ديري الأولى، وهي مبنى مدرج.هدف المشروع هو تعزيز الكلمة المنطوقة والمكتوبة والتشارك في البحث والنشروتقديم المعلومات، كما تتضمن المواد الدراسية للمدارس. وهي أيضا طورت برامج بناء محو الامية للمدارس، ويحيط بالتراث الأدبي، تبادل القصص والعمل مع الشباب والجماعات الخادمة للمجتمع المحلي في جميع أنحاء الشمال الغربي.ينسق مؤتمرات الكتب المصورة«مهرجان ثنائي الأبعاد»أيضا الترويج لأحداث الفنون اللفظية.
ينشر المركز نشرة، فيربال، مرتين كل شهر شفهيا، والتي يفوق عدد توزيعها عن 235,000، وهي أكبر مجلة أدبية مجانية في أيرلندا. صدرالمنشور في يناير 2007 يغطي الكتب والمؤلفين والقراءة والفنانين بصورة عامة. يستضيف المركز دائرة القراء ونادي كتاب الأطفال. يضم المركز عددا من القطع الفنية والحرفية، بما في ذلك أعمال لويس لو بروكوي وجون بيهان